# La Vérité si je mens
La Vérité si je mens je francouzský hraný film z roku 1997, který režíroval Thomas Gilou. Snímek měl premiéru ve Francii dne 2. května 1997.

## Děj
Édouard Vuibert, přezdívaný Eddy, je mladý nezaměstnaný muž, který se potuluje ulicemi Paříže v naději, že najde práci. Když se kvůli hazardní hře snaží uniknout dvěma zločincům, narazí na Victora Benzakhema, židovského majitele textilního skladu American Dream ve čtvrti Sentier. Benzakhem mladíka najme. Mylně se domnívá, že je Žid, kvůli řetízku s Davidovou hvězdou, který ale patřil jednomu ze zločinců.
Eddie začíná jako prostý skladník, ale postupně stoupá po kariérním žebříčku až se stává obchodníkem. Sblíží se s dcerou šéfa Sandrou. Mladík se před svými přáteli a Sandrou vydává za Žida a s pomocí Dova a Yvana si nakonec založí vlastní podnikání, což se Benzakhemovi nelíbí. Eddie se bude muset dříve či později Sandře přiznat, že není Žid.

## Obsazení
| Richard Anconina    | Édouard Vuibert                      |
| Richard Bohringer   | Victor Benzakhem, majitel továrny    |
| Amira Casar         | Sandra Benzakhem, Victorova dcera    |
| Vincent Elbaz       | Dov Mimran, Victorův prodejce        |
| Aure Atika          | Karine Benchetrit, Dovova milenka    |
| Élie Kakou          | Rafi Stylmod                         |
| José Garcia         | Serge Benamou                        |
| Bruno Solo          | Yvan Touati, Dovův přítel            |
| Gilbert Melki       | Patrick Abitbol                      |
| Anthony Delon       | Maurice Aflalo, Victorův prodejce    |
| Sabrina Van Tassel  | Muriel, kamarádka Karine             |
| Victor Haïm         | rabín                                |
| Isaac Sharry        | Robert, Dovův švagr                  |
| Gladys Cohen        | Dovova matka                         |
| Valérie Benguigui   | Elie, Dovova sestra a Robertova žena |
| Guy Amram           | lichvář René                         |
| Christophe Le Masne | bankéř Vanier                        |
| Gilbert Lévy        | Victorův švagr                       |
| Roméo Sarfati       | Benny Dentrit, kamarád Serge         |
| Emma Warg           | Effi, Patrickova snoubenka           |

## Ocenění
- Mezinárodní festival komediálních filmů Alpe d'Huez: cena diváků (Thomas Gilou), nominace na zvláštní cenu poroty (Thomas Gilou) a Velkou cenu (Thomas Gilou)
- César: nominace v kategoriích nejslibnější herec (José Garcia) a nejslibnější herečka (Amira Casar)